# Stiftung Kunstfonds
Die Stiftung Kunstfonds (ehemals Kunstfonds e. V.) ist eine 1980 gegründete Stiftung mit Sitz in Bonn. Sie unterstützt die zeitgenössische Bildende Kunst in Deutschland durch Stipendien, Preise, Projektförderungen und Publikationszuschüsse. Gefördert werden Künstler, Galerien, Museen, Kunstvereine und Kunstverlage. Jedes Jahr vergibt sie außerdem den HAP-Grieshaber-Preis. Die Stiftung unterhält zudem auf dem Gelände der ehemaligen Benediktiner-Abtei Brauweiler in Pulheim das „Künstler:innenarchiv der Stiftung Kunstfonds“, das in bestimmten Fällen auch Sorge für einzelne Vorlässe trägt.

## Geschichte
Der Deutsche Bundestag fasste 1980 den Beschluss, zeitgenössische bildende Kunst mit fünf Millionen Mark zu fördern. Noch im gleichen Jahr wurde der Kunstfonds –, zunächst als gemeinnütziger Verein –, vom BBK, dem Deutschen Künstlerbund, der GEDOK, dem BVDG, der Verwertungsgesellschaft Bild-Kunst und der Künstlerin Rune Mields gegründet. Später traten außerdem das Internationale Künstlergremium und die Arbeitsgemeinschaft Deutscher Kunstvereine dem Verein bei. Im Jahr 2000 folgte die Umwandlung in eine Stiftung unter dem vollständigen Namen „Stiftung Kunstfonds zur Förderung der Zeitgenössischen Bildenden Kunst“. Die ehemaligen Vereinsmitglieder, außer Rune Mields, wurden zu Stiftungsratsmitgliedern. 2005 trat zusätzlich die Kulturstiftung des Bundes dem Stiftungsrat bei.